# Lutherische Kirche am Graben
Die Lutherische Kirche am Graben war eine 1734–1738 in Kassel erbaute und im Zweiten Weltkrieg nach Luftangriff ausgebrannte Kirche. Das Grundstück dient heute als Parkplatz vor der Kasseler Kleinmarkthalle.

## Vorgeschichte
Gottesdienste nach lutherischer Ordnung waren seit 1605 in Kassel verboten. Nachdem Erbprinz Friedrich I. von Hessen-Kassel im März 1715 in Stockholm die schwedische Prinzessin Ulrike Eleonore, Schwester des Königs Karl XII., geheiratet hatte und dabei vom reformierten zum lutherischen Protestantismus übergetreten war, gestattete sein Vater, Landgraf Karl, jedoch im Januar 1719 den adeligen Lutheranern am Hof und im Offizierskorps, Gottesdienste (auch mit Abendmahl) in einem Privathaus zu halten. Dazu mieteten sie das Scholleysche Haus in der Straße „Am Graben“. Friedrich, im Mai 1720 in Stockholm zum schwedischen König gekrönt, wurde 1730 auch Landgraf von Hessen-Kassel, und damit wurde die konfessionelle Frage ein wichtiger Aspekt landgräflicher Regierung. Im September 1731, als zum ersten und einzigen Mal als schwedischer König seine Erblande auf seiner Huldigungsreise besuchte, gestattete er den Kasseler Lutheranern auf deren Petition die freie Religionsausübung und den Bau einer eigenen Kirche. Allerdings sollte sie, gemäß der Auflage der reformierten Kirchenbehörde, von außen nicht als solche erkennbar sein.

## Die Kirche
Zur Finanzierung des Baus wurden sehr viele private Spenden beigesteuert; der König und Landgraf selbst spendete 4000 Taler, die Königin 2000 Taler. Bereits 1732 stand ausreichend Geld zur Verfügung, aber man konnte sich noch nicht auf einen Standort einigen. Schließlich kaufte die lutherische Gemeinde 1733 für 4600 Taler den 1605 von Philipp von Scholley errichteten Hof am Graben, in dem sie bereits seit 1731 ihre Gottesdienste gehalten hatte, auf Abbruch. Ein Gebäude der Hofanlage blieb erhalten und wurde als Pfarrhaus genutzt. Zum Architekten und zur Bauaufsicht sind sich die geschichtlichen Überlieferungen nicht einig. Erhaltene Architekturzeichnungen deuten allerdings eher auf Charles du Ry als auf Giovanni Ghezzi als Autoren der Baupläne. Für die Bauaufsicht werden sowohl Johann Friedrich Jussow als auch der Ingenieuroffizier Heinrich Christoph Bröckel genannt. Die Grundsteinlegung erfolgte am 8. November 1734. Nach nahezu 3½ Jahren Bauzeit wurde die Kirche am 27. April 1738 eingeweiht.
Der Bau war aufgrund der vorgegebenen Auflagen als Bethaus ohne Turm und Glocken konzipiert und sollte unauffällig in die Häuserfront am Graben passen. Davon abgesehen handelte es sich um eine für die damalige Zeit typische protestantische Querkirche, mit drei Geschossen, alle durch rechteckige Sprossenfenster erhellt. Die Straßenfassade, an der nichts auf eine Kirche hindeutete, war neunachsig. Der dreiachsige Mittelrisalit endete in einem flachen Dreiecksgiebel, und das rundbogige Portal in der Mitte des Risalits war auf beiden Seiten von je zwei Halbsäulen flankiert. Zwei schlichte Seiteneingänge befanden sich rechts und links in den beiden Flügeln.

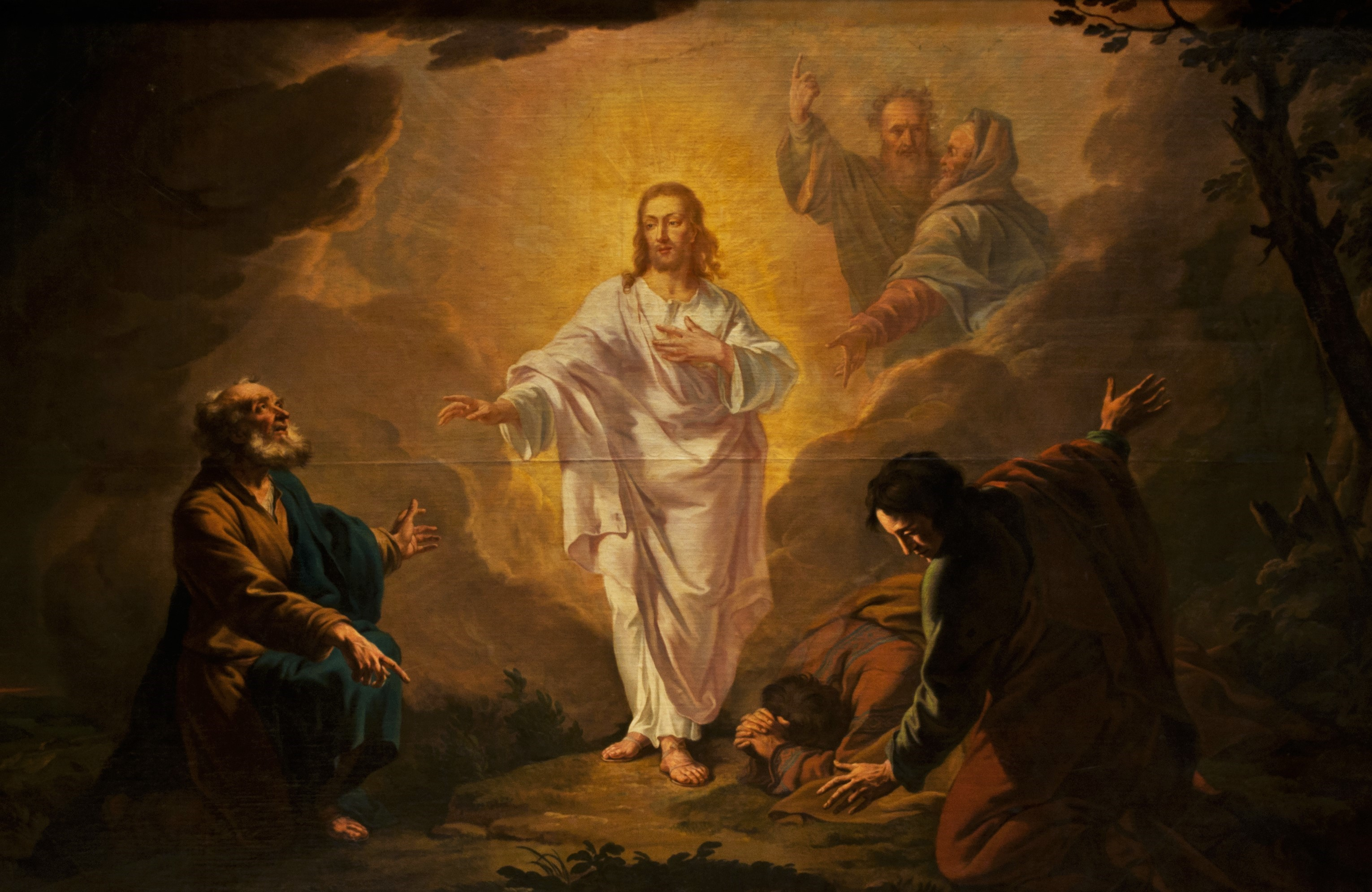
Tischbeins „Verklärung Christi“

Im Inneren befanden sich zwei dreiseitig umlaufende Emporen auf freistehenden Säulen. Auf der vierten Seite befanden sich mittig Altar, Kanzel und die 1751 (oder 1758) installierte Orgel hinter- und übereinander angeordnet. Die Ausstattung war ungemein reich und kunstvoll, dem barocken Geschmack der Zeit und der Großzügigkeit der Spender entsprechend. Vermutlich im Jahre 1764 malte Johann Heinrich Tischbein der Ältere im Auftrag der Lutherischen Kirche am Graben das 3,95 × 2,30 m große Bild „Verklärung Christi“. Es befand sich dann neben dem Portal an der Rückwand im Innenraum der Kirche. Es wurde im Zweiten Weltkrieg ausgelagert und überstand dadurch die Zerstörung beim Bombenangriff am 22. Oktober 1943. Nach dem Krieg kam es in die Lutherkirche am Lutherplatz und nach deren Entwidmung 2013 in die Kapelle des Kasseler Hauptfriedhofs. Das ebenfalls von ihm stammende Kreuzigungsbild Jesu aus der Kirche am Graben hängt heute in der Sakristei der Kasseler Friedenskirche. Erst 1751 (oder 1758) wurde eine Orgel oberhalb der Kanzel installiert, obwohl die Erlaubnis des Konsistoriums nicht vorlag. Der Hofkapellmeister und Komponist Louis Spohr gehörte mit seiner Familie zur lutherischen Gemeinde und wählte für die Aufführung seines Oratoriums „Die letzten Dinge“ am Karfreitag 1826 die Lutherische Kirche am Graben. Dies begründete die Tradition jährlich stattfindender Karfreitagskonzerte.

## Zerstörung
Beim verheerenden Luftangriff auf Kassel am 22. Oktober 1943, als die Altstadt nahezu völlig eingeäschert wurde, brannte die Kirche vollständig aus. Ihre Ruine stand noch im Jahre 1952 und wurde dann abgerissen.